# Breidenbach
Breidenbach là một xã nằm ở phía tây huyện Marburg-Biedenkopf, bang Hessen, Đức.